# 卡德德乌之战
卡德德乌之战（法语：Bataille de Cardedeu）发生于1808年12月16日。此役中，由洛朗·古维翁·圣西尔率领的法国军团袭击了由胡安·德·维维斯和西奥多·冯·雷丁指挥的西班牙军队。圣西尔通过将他的大部分部队组成巨大的攻击纵队并冲破西班牙军队的防线而赢得了此战。卡德德乌位于西班牙巴塞罗那东北部17公里。此役属于拿破仑战争中半岛战争的一部分。
到1808年秋天，由纪尧姆·菲利伯特·杜赫斯梅领导的法国军团在巴塞罗那被维维斯率领的24,000名西班牙士兵围攻。洛朗·古维翁·圣西尔带着23,000名法意士兵从法国赶来以解救杜赫斯梅的部队。圣西尔此前成功地围攻了罗萨斯。但面对曾抵抗过两次袭击的赫罗纳要塞，圣西尔采取了冒险的策略。他留下重炮和大部分补给并绕开赫罗纳，带领16,500名士兵穿越山脉前往巴塞罗那。就这样，圣西尔的部队完全越过了维维斯，后者只能集结9,000名士兵来阻挡他的对手。维维斯在高地集结了他寡不敌众的部队，但圣西尔的巨大纵队被证明是不可阻挡的。西班牙人在遭受重创后撤离，巴塞罗那之围也很快被瓦解。

## 背景

### 法军失利
作为拿破仑在军事政变中夺取西班牙王国计划中的一部分，包括巴塞罗那在内的几个关键点于1808年2月被占领。在其他地方，法国人还通过诡计夺取了圣塞巴斯蒂安、潘普洛纳和菲格拉斯。1808年5月2日，西班牙人民爆发起义反抗法国的占领。
1808年初夏，由纪尧姆·菲利伯特·杜赫斯梅将军指挥的12,710名法军士兵驻扎在巴塞罗那。查布兰将军的第1师有8个营的6,050名士兵，而朱塞佩·莱奇的第2师有6个营的4,600名士兵。此外，1,700名骑兵由贝西埃尔将军和施瓦茨将军指挥。这支部队还包括360名炮兵。这个中等规模的军团奉命镇压加泰罗尼亚的起义，并向邦-阿德里安·让诺·德·蒙塞元帅提供援助，以试图占领瓦伦西亚并控制巴塞罗那。但考虑到当时叛乱的强度，这些命令是不现实的。

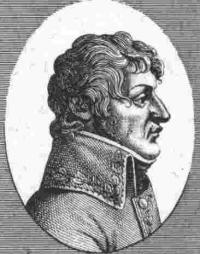
纪尧姆·杜赫斯梅

查布兰和施瓦茨的部队在6月中旬的布鲁赫战役中被击败。而杜赫斯梅于6月20-21日的赫罗纳战役中被击退。在获得由奥诺雷·雷耶将军麾下的部队协助后，杜赫斯梅发起了第二次赫罗纳之战。这次不成功的行动从7月24日持续到8月16日，之后杜赫斯梅撤退到巴塞罗那，而雷耶则撤退到菲格拉斯。1808年7月22日，法军在拜伦战役中惨败的消息鼓舞了西班牙人的士气，同时也让法国军队感到沮丧。杜赫斯梅的部队不得不穿越山丘并放弃他们的野战炮以返回巴塞罗那，他们于8月20日抵达巴塞罗那城下。

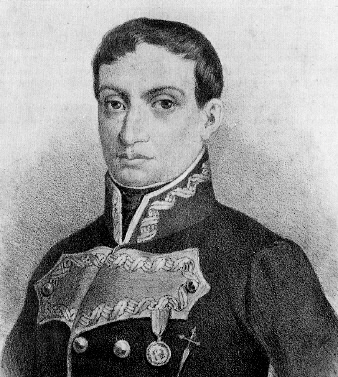
马里亚诺·阿尔瓦雷斯·德·卡斯特罗（Mariano Alvarez de Castro）指挥一个师的西班牙部队

与此同时，德尔帕拉西奥侯爵的西班牙正规军从巴利阿里群岛抵达。在数以千计的加泰罗尼亚民兵支持下，西班牙人在8月初封锁了巴塞罗那。7月31日，他们在托马斯·科克伦和一艘英国护卫舰的帮助下占领了穆加特城堡。尽管杜赫斯梅的10,000名幸存部队处于困境，但德尔帕拉西奥并没有给法军施加很大的压力。法国指挥官能够通过松散的封锁派出小分队来收集食物和其他补给品。10月12日，一支意大利小分队在圣库加特-德尔巴列斯被摧毁，法军有300人伤亡，远征行动停止。因为德尔帕拉西奥在他的指挥权期间几乎保持不动，加泰罗尼亚军政府于10月28日用胡安·米格尔·德·维维斯·费利乌取代了指挥权。这位比利牛斯山战争的老兵在1794年的黑山战役中出色地领导了西班牙右翼，并在布卢战役中掩护了撤退。维维斯于11月8日与法国前哨发生冲突，但随后进入休整状态，直到增援部队在西奥多·冯·雷丁将军的指挥下抵达。11月26日，维维斯将法军推入巴塞罗那城墙，法军在战斗中约有100人伤亡。
根据11月5日的一份报告，维维斯领导下的加泰罗尼亚军队有20,033名士兵，分为五个师和一个小预备队。马里亚诺·阿尔瓦雷斯·德卡斯特罗准将率领先锋师的5,600名士兵。孔特·德·加尔古雷斯将军指挥有4,998名士兵的第1师。拉古纳将军指挥有2,360名士兵的第2师。
拉塞尔纳将军的第3师有2,458人。弗朗西斯科·米兰斯·德尔·博斯将军率领第4师，该师由3,710名志愿士兵组成。907人的西班牙预备队包括4门火炮，由50名炮兵、20名工兵、80名西班牙轻骑兵、一个60人的卫队组成。雷丁领导下的两个格拉纳达师刚刚抵达或正在途中。第1师有8,200人，第2师则有6,000人。格拉纳达骠骑兵拥有670名骑兵和6门火炮，还有130名炮手跟随着雷丁的部队。此外，11月10日，拉赞侯爵指挥的阿拉贡军队第3师奉命增援维维斯。该师有4,688名士兵，包括64名炮手和一支小规模骑兵部队。

### 圣西尔接管指挥权

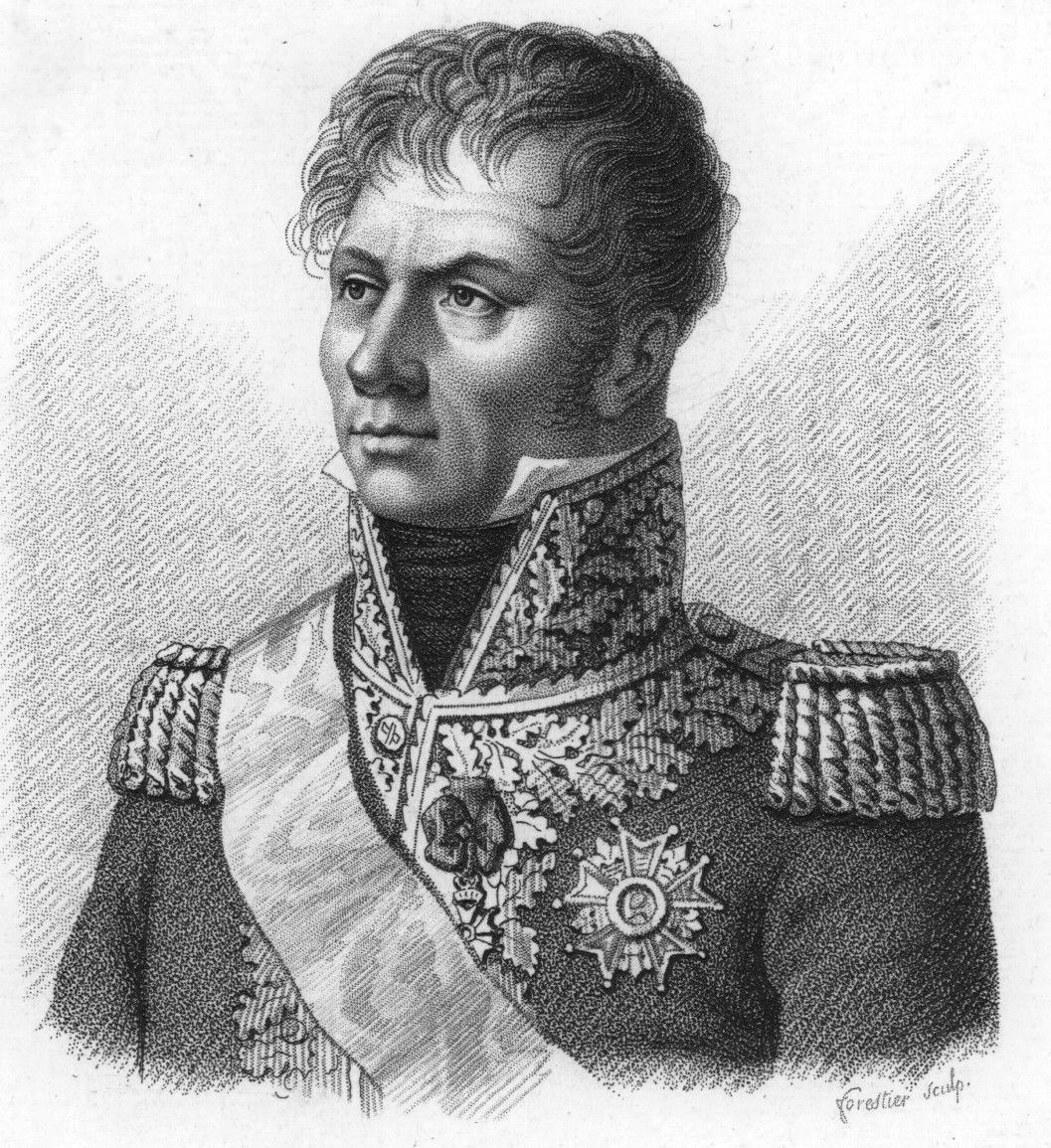
洛朗·古维翁·圣西尔

夏季攻势失败后，拿破仑于1808年8月17日任命洛朗·古维翁·圣西尔将军接替杜赫斯梅的指挥权。一周前，皇帝下令两个精锐师从意大利增援第七军。约瑟夫·苏厄姆将军率领10个法国老兵营，而多梅尼科·皮诺将军则指挥着意大利最好的部队。另一方面，里耶的师由8,000名素质不高的士兵组成。他的部队包括法国国民警卫队、征召宪兵、法国预备役和临时部队、一个瑞士营和法国第113线列步兵团，以及骑兵和大炮。所谓的第113团实际上是由最近吞并的托斯卡纳大公国内的意大利人组成的。
根据历史学家查尔斯·阿曼的说法，圣西尔多年来为法国服务并具有“一流的能力”。他的士兵们认可他的才能，对他充满信心，但圣西尔为人过于冷漠，无法被部下所爱。圣西尔同时也非常以自我为中心，很快就让他的将军们自行其是。圣西尔对拿破仑的厌恶使他无法早日升职。尽管他后来认为皇帝希望看到他失败，但拿破仑还是在1812年晋升他为法国元帅。圣西尔的增援部队直到9月中旬才开始在法国南部集结，而辎重车的缺乏则导致进一步的拖延。11月5日，圣西尔的军团终于在贝勒加德堡附近越过了比利牛斯山。
此时，圣西尔的第七军由六个步兵师、三个骑兵旅和附属炮兵组成。10月10日的一份名册上总共列出了42,382名士兵，但有1,302人在执行独立任务，另有4,948人受伤或生病。其中，查布兰的第1师和莱奇的第2师以及
贝西埃尔和施瓦茨与杜赫斯梅一起被困在了巴塞罗那。
在圣西尔的野战军中，雷耶的部队有4,612人，苏厄姆有7,712人，皮诺有8,368人，夏博有1,988人。三个骑兵团共有1,700名士兵，而炮兵团则有大约500名炮手。
圣西尔亲自从拿破仑那里接受了他的命令。皇帝指示解救巴塞罗那是首要目标，但允许圣西尔自行决定如何执行任务。根据杜赫斯梅的最新消息，巴塞罗那只能坚持到12月底，然后才会出现食物短缺。圣西尔决定，他必须先占领罗萨斯，然后再前往援救杜赫斯梅。围攻罗萨斯持续了一个月，从1808年11月7日持续到12月5日。虽然行动成功，但法国军队还是有大约1000人死亡、受伤或死于疾病。
随着罗萨斯的威胁被解除，圣西尔可以开始将精力投入到巴塞罗那的救援中。在指派里耶守住菲格拉斯和罗萨斯并保护连接法国的道路后，圣西尔剩余的三个师中拥有大约1,500名骑兵和15,000名步兵。赫罗纳城此时挡在法国军队的必经之路上。法国将军知道围攻赫罗纳是不可能的。因为在占领这个地方所需的时间里，巴塞罗那的驻军将被饿死。一旦绕过赫罗纳，就有两条可用的道路。圣西尔知道通过马塔罗的海岸公路受到阻碍，因为很容易被英国皇家海军炮轰，因此选择使用内陆公路。为了让他的计划奏效，圣西尔希望迷惑维维斯，并击败对手。

## 战斗

### 法军的进攻

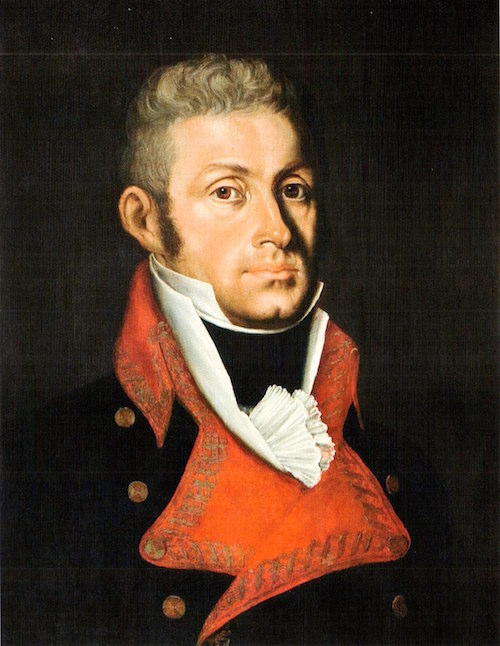
西奥多·冯·雷丁率领西班牙右翼

1808年11月9日，圣西尔在赫罗纳对面的特尔河北岸集结了他的野战部队。第二天，法军开始向这座城市推进，仿佛要展开围攻。但实际上，圣西尔想引诱阿尔瓦雷斯和拉赞参战，但两位西班牙将军并没有上勾，因为他们的8,000名士兵一旦交战就会被击溃。11日，圣西尔将他的火炮和辎重送回菲格拉斯，并进军到拉维斯瓦尔登波尔达，他的军需官在那里向每个士兵分发了四天的口粮。每名士兵携带50发弹药，后勤兵每人携带10发子弹。圣西尔此时冒着巨大的风险，因为如果军队在山上停留太久食物就会耗尽，但如果被迫打几场战斗，就会弹药不足。11月12日，法意联军在帕拉莫斯附近经过，并与胡安·克拉罗斯领导下的一支加泰罗尼亚民兵部队交战。
11月13日，圣西尔在通往滨海马尔格拉特德、马塔罗和巴塞罗那的海岸公路附近进入了比德雷雷斯。那天晚上，帝国士兵在北部看到了拉赞的营火，在南部看到了其他敌人的营火。但是圣西尔从一个佩皮尼昂走私者那里知道了一条秘密途径。这条路线将海岸公路与内陆公路连接起来。由于在14日派出的几支搜查队都没能找到这条路径，圣西尔亲自带小队去寻找。在这方面他是成功的，尽管他的部队几乎被游击队俘虏，且不得不进行交战。15日，整支法国军队穿过山丘，绕过圣塞洛尼的小堡垒，到达奥斯塔尔里奇的内陆公路。尽管法军部队已经筋疲力尽，但圣西尔还是带着他的士兵沿着公路赶到了危险的特伦塔帕索斯地带，但却发现该地带已无人居住。那天晚上，法军可以看到他们的前面有篝火，表明西班牙军队的存在。
圣西尔在11月11日进军山区的报告迅速传到西班牙营地。维维斯的回应是派雷丁和他的部队共5000人来监视内陆公路。米兰斯将军有3000名志愿兵受命封锁海岸公路。尽管卡尔达格斯恳求他派出所有可用的人来阻止帝国军队，但维维斯选择让16,000名士兵来继续对巴塞罗那的封锁。发现海岸道路无人后，米兰斯转移到了圣塞洛尼，他的手下在那里被法军击败。11月15日这一行动的消息最终促使维维斯在1808年11月16日黎明时分率领另外4,000名士兵连夜进军以增援雷丁。卡尔达格斯和剩余的12,000名士兵继续封锁杜赫斯梅的部队。因此，圣西尔的16,500名士兵只面对维维斯领导下的9,000名西班牙人。米兰斯和另外的3,000人则在东部修整，而拉赞和另外6,000人则在北部某个地方。根据加斯顿·博达特的说法，法意联军有13,500名步兵和1,500名骑兵，而维维斯的西班牙军队则有8,400名步兵和600名骑兵。历史学家迪戈比·史密斯补充说，维维斯的部队有7门火炮，而圣西尔则有30门火炮。

### 行动

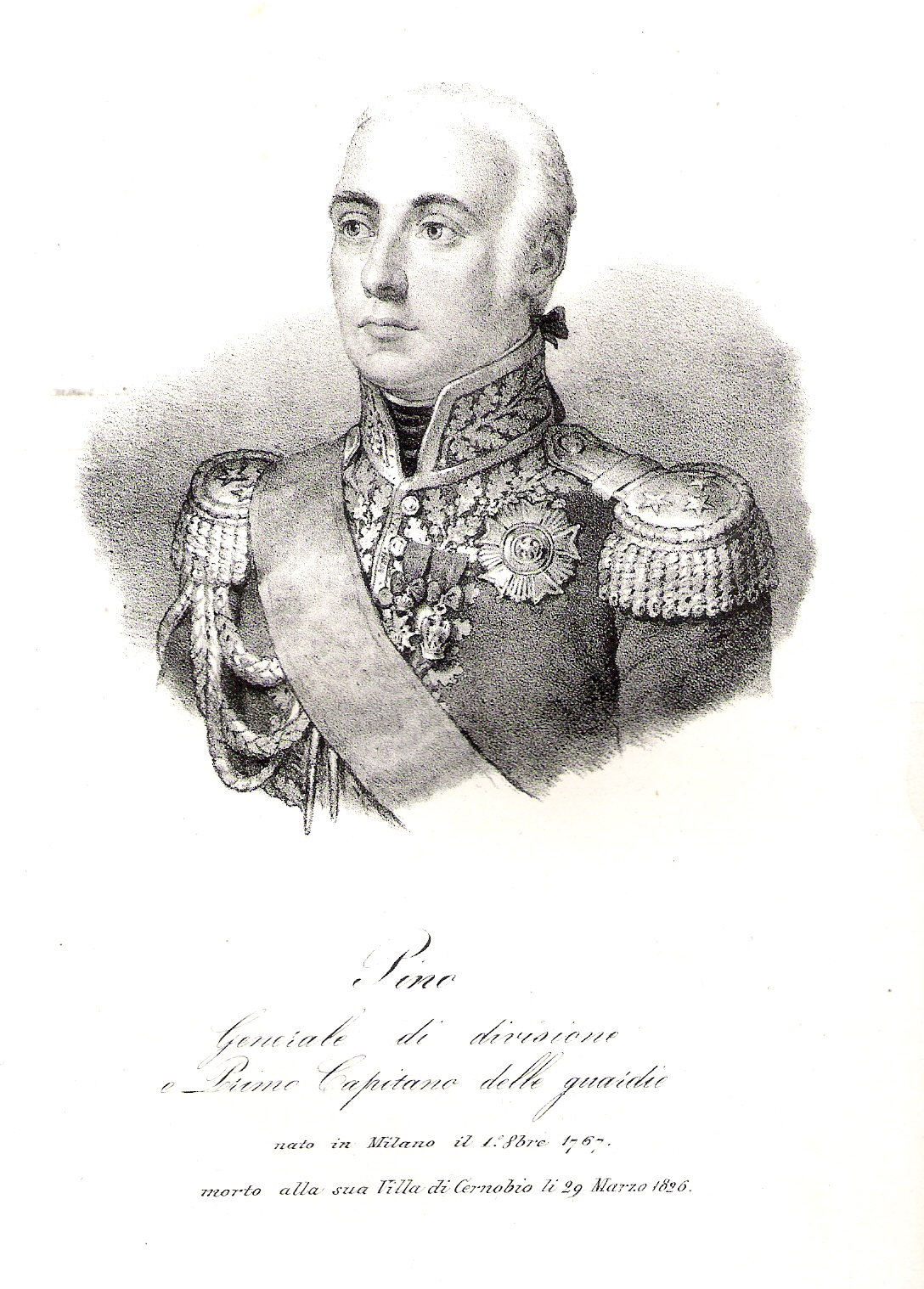
多米尼克·皮诺未听从圣西尔的命令，导致第一次进攻失败

战场位于东部的利纳斯-德尔巴列斯和西部的卡德德乌之间。维维斯的部队于那天早上到达阵地，因此没有时间制定防御计划。开垦的田野间，松树和橡树林星罗棋布，双方都难以辨别敌人的动向。

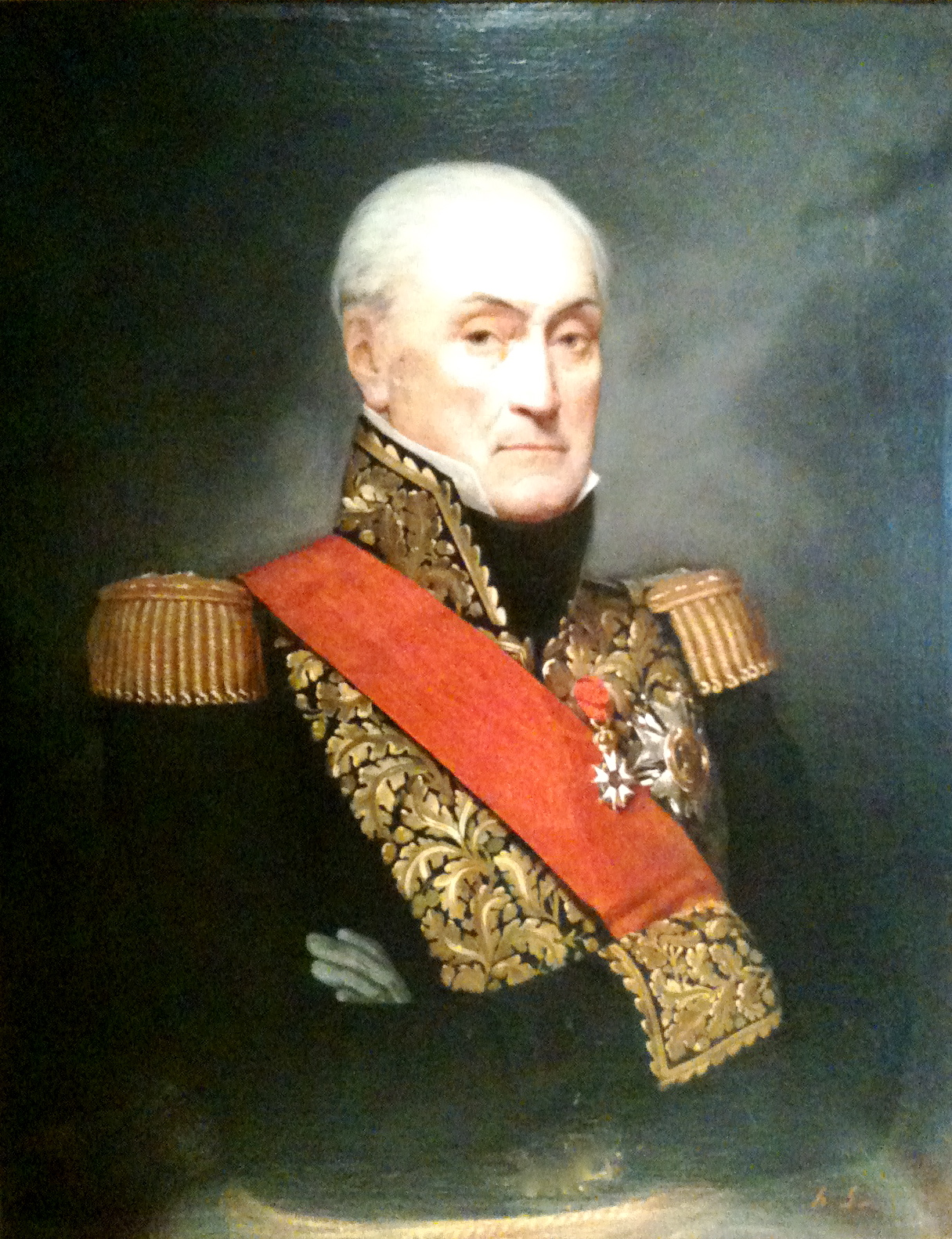
約瑟夫·蘇昂

圣西尔知道时间至关重要。因为此时最后的口粮已经吃完，而弹药也快用完了，每拖延一分钟，拉赞就可以一步步逼近他的后方。于是圣西尔指示夏博将军用三个营守住特伦塔帕索斯，并用剩下的23个营来冲破维维斯的防线。皮诺的意大利部队领先，約瑟夫·蘇昂的法国部队紧随其后。圣西尔命令皮诺保持他的营列队形，并以纯粹的推动力冲破敌军防线。皮诺的部队被禁止以营级单位单独行动，甚至不能停下来抓俘虏。
当皮诺的狭窄纵队推进以刺穿西班牙右路中锋时，它开始受到来自侧翼的猛烈火力攻击。皮诺在惊慌失措下选择无视他得到的命令，将两个营拆分并派往右翼。这次袭击打破了西班牙的第一道防线，但在第二道防线之前停了下来。雷丁命令西班牙骠骑兵冲锋并将他的整条战线向前推进。法军被迫回到了起点。
就在这时，圣西尔来到了前线并亲眼目睹了第一次进攻的失败。法军指挥官立即指挥苏厄姆的10个营向左转，攻击雷丁的右翼。他还派出皮诺的第二旅，即第一轻步兵和第六线列步兵团各三个营，冲向西班牙阵线中心。苏厄姆的大规模袭击突入并破坏了雷丁的防线。与此同时，皮诺的第二旅压制了西班牙中锋。随着西班牙阵地的瓦解，圣西尔命令卡洛·巴拉比奥率领的意大利轻骑兵向主要公路冲锋。当法军骑兵们疾驰上山时，整支西班牙军队都向后方逃窜。
法国给西班牙军队造成了1,000人的伤亡。此外，他们还俘虏了1,500名西班牙士兵，缴获了五门火炮和两面战旗。圣西尔报告有600名士兵伤亡。法军的伤亡主要是皮诺的意大利士兵。雷丁在试图召集他的手下时差点被抓获。维维斯在逃离时抛弃了他的马，最终到达海岸，被英国海军带到塔拉戈纳。战斗结束后，米兰斯赶到了现场，而拉赞从来没有到过圣塞洛尼。听到坏消息后，拉赞撤回赫罗纳。

## 结果
16日，卡尔达格斯击退了杜赫斯梅的突围。但当他发现那天晚上维维斯已被击溃时，他放弃了封锁，退回到略夫雷加特河后面。西班牙军队在萨里亚留下了大量的粮食储备。1808年11月17日，圣西尔的部队到达巴塞罗那。他后来声称杜赫斯梅没有对他表示感谢，甚至坚称巴塞罗那本可以再坚持六周。对此，圣西尔冷冷地拿出一份杜赫斯梅请求立即帮助的信件副本。然而，这场战争还没有结束。12月21日，圣西尔的军队在莫林斯德雷伊战役中再次对阵维维斯、雷丁和卡尔达格斯的部队。

## 脚注
1. 1 2 3  Bodart 1908，第392頁.
2. 1 2 3  Smith 1998，第272頁.
3. ↑  Gates 2002，第36-37頁.
4. ↑  Oman 1902a，第36–37頁.
5. ↑  Gates 2002，第12頁.
6. ↑  Gates 2002，第482頁.
7. ↑  Gates 2002，第59頁.
8. ↑  Smith 1998，第260頁.
9. ↑  Smith 1998，第261頁.
10. ↑  Smith 1998，第265-266頁.
11. ↑  Oman 1902a，第331頁.
12. ↑  Oman 1902a，第327頁.
13. ↑  Smith 1998，第264–265頁.
14. ↑  Oman 1902b，第37-39頁.
15. 1 2  Oman 1902b，第40–41頁.
16. ↑  Phipps 2011，第196頁.
17. ↑  Oman 1902a，第635–636頁.
18. ↑  Oman 1902a，第635-636頁.
19. ↑  Oman 1902a，第633頁.
20. ↑  Oman 1902a，第333頁.
21. ↑  Oman 1902a，第319–320頁.
22. ↑  Oman 1902b，第42–43頁.
23. ↑  Oman 1902a，第642–643頁.
24. ↑  Oman 1902b，第44頁.
25. ↑  Oman 1902b，第45頁.
26. ↑  Smith 1998，第270–271頁.
27. ↑  Oman 1902b，第59–60頁.
28. ↑  Oman 1902b，第60頁.
29. 1 2  Oman 1902b，第61–63頁.
30. ↑  Gates 2002，第66頁.
31. ↑  Oman 1902b，第64頁.
32. ↑  Oman 1902b，第64–65頁.
33. ↑  Oman 1902b，第66頁.
34. 1 2  Oman 1902b，第66–67頁.
35. ↑  Oman 1902b，第68頁.
36. ↑  Smith 1998，第273頁.

## 延伸阅读
- Adzerias i Causi, Gustau.  (PDF). 2009. （原始内容 (PDF)存档于2020-01-12） （西班牙语）.
- Rickard, J. . historyofwar.com. 2008  [2022-03-10]. （原始内容存档于2020-09-29）.
- Rickard, J. . historyofwar.com. 2008  [2022-03-10]. （原始内容存档于2020-02-21）.
- Rickard, J. . historyofwar.com. 2008  [2022-03-10]. （原始内容存档于2019-12-30）.